# 1936年ドイツ国会選挙
1936年3月29日のドイツ国会選挙（独：Reichstagswahl vom 29. März 1936）は、1936年3月29日に行われたドイツの国会（Reichstag、ライヒスターク）の選挙である。この選挙の時点ですでに国民社会主義ドイツ労働者党（以下ナチ党）以外の政党はすべて解散させられていたので、ナチ党のみが出馬する選挙になった。
またこの国会の選挙日と同日に、ラインラント進駐の是非を問う国民投票も実施されている。
ナチ党組織や行政組織による投票行動への厳しい監視の一方、ツェッペリン伯号やヒンデンブルク号を使っての投票者駆り出しや宣伝も行われた。
| 党名                                            | 得票率 (票数) | 得票率 (票数) | 議席数 |
| ----------------------------------------------- | ------------- | ------------- | ------ |
| 国民社会主義ドイツ労働者党 (NSDAP) （白票含む） | 98.8%         | 44,462,458    | 741    |
| 反対・無効票                                    | 1.2%          | 540,244       | -      |
| 合計                                            | 100.0%        | 45,002,702    | 741    |